# Los Gallardos
Los Gallardos er en by og kommune i det sydøstlige Spanien i provinsen Almería. Den har et indbyggertal på 3.071 (2024) indbyggere.